# Christian Tshiwewe Songesha
Le lieutenant-général Christian Tshiwewe Songesha,, né le 27 octobre 1968 à Lubumbashi,, est un officier des Forces armées de la république démocratique du Congo (FARDC),. Du 4 octobre 2022 au 19 décembre 2024, il est le chef d’état-major des forces armées de la république démocratique du Congo, titre donné au commandant des forces armées de ce pays. Avant sa position actuelle, il était le commandant de la Garde républicaine qui est "responsable de la sécurité du Chef de l’Etat et d’autres installations stratégiques de sécurité". Le général Tshiwewe a remplacé le lieutenant général Célestin Mbala.

## Biographie
Il est né dans la ville de Lubumbashi, dans l’actuelle province du Haut-Katanga, le 27 octobre 1968. En 1998, après l’éviction de Mobutu Sese Seko par Laurent-Désiré Kabila, Christian Tshiwewe est parmi les premiers officiers d’infanterie envoyés s’entraîner au Soudan. Il suit cela avec un cours de commandement d’état-major appelé "Mura", à Likasi, dans la province du Haut-Katanga. Il reçoit une formation antiterroriste en Angola, par des instructeurs israéliens. Il suit le cours de commandant de brigade au centre militaire supérieur de Kinshasa et a également étudié au Collège d’études militaires avancées et de stratégies de défense à Kinshasa.
Il est commandant de la 10e brigade de Mura, basée à Kinshasa pendant quatre ans, à partir de 2003. En 2007, il est nommé commandant du 13e régiment de la Garde républicaine, basé à Lubumbashi, servant dans ce rôle pour quatre autres années. Il retourne ensuite à Kinshasa et est promu commandant adjoint de la Garde républicaine, responsable des renseignements et des opérations. En 2020, il devient commandant de la Garde républicaine. Le président Félix Tshisekedi, le promeut au grade de major général, puis de lieutenant général.
En décembre 2024, Christian Tshiwewe Songesha est limogé et remplacé par le lieutenant-général Jules Banza Mwilambwe.